# Lily Mazahery
Lily Mazahery (Teheran, 10 d'octubre de 1972) és una advocada estatunidenca d'origen iranià. És feminista, defensora dels drets humans, i activista social i política. Treballa al bufet Tankel Law i és la fundadora i presidenta del Legal Rights Institute. Mazahery representa alguns dels dissidents polítics més destacats, activistes pels drets civils i víctimes de violacions dels drets humans de tot el món.